# Park im. Jana Pawła II (Warszawa)
Park im. Jana Pawła II – park na Ursynowie w Warszawie.

## Położenie i charakterystyka
Park znajduje się w stołecznej dzielnicy Ursynów, na obszarze MSI Ursynów Północny, na osiedlu Jary, w okolicy ulic Eugeniusza Romera i Melodyjnej, w sąsiedztwie kościoła Wniebowstąpienia Pańskiego. Powierzchnia w zależności od źródła wynosi 4,30 lub 3,62 ha.
Na terenie parku znajdują się alejki spacerowe, plac z podświetlaną w nocy fontanną, boisko do piłki nożnej, plac zabaw, siłownia plenerowa, tężnia oraz ujęcie wody oligoceńskiej. Teren zielony urozmaicają dwa pomniki-głazy – jeden poświęcony patronowi parku, a drugi – upamiętniający Polaków zesłanych na Syberię.

## Historia
Autorką projektu parku jest Dorota Sikora. Urządzono go w latach 1999–2000. Umowę na jego realizację o wartości ok. 2,5 mln zł podpisano w 1998 roku. W ramach prac dokonano m.in. nasadzeń 236 drzew liściastych, 46 drzew iglastych, 3781 krzewów liściastych oraz 567 krzewów iglastych. Założeniem planu parku było stworzenie osi widokowej na elewację kościoła Wniebowstąpienia Pańskiego autorstwa Marka Budzyńskiego składającej się z dwóch równoległych alei. Zaplanowano stworzenie placu z fontanną przed samą świątynią, zieleńca z pamiątkowym głazem po przeciwnej stronie parku, przy przejściu podziemnym pod ulicą Romera, boiska sportowego na północy i placu zabaw na południu. Otwarcia parku z udziałem m.in. biskupa Mariana Dusia dokonano 18 maja 2000 roku w 80. rocznicę urodzin Jana Pawła II.
W 2010 roku zakończono modernizację fontanny w parku. Za kwotę ponad 500 tys. zł. zamieniono nieckę na granitowe płyty, zamontowano nowe dysze pozwalające wyrzucać wodę na wysokość do 1,5 m, zainstalowano także kolorowe LED-y z możliwością dowolnego sterowania.
W 2012 roku miasto przekazało własność dzielnicy Ursynów działek wchodzących w skład parku.
Mieszkańcy Ursynowa zagłosowali w ramach budżetu partycypacyjnego na 2018 rok za stworzeniem w parku ogólnodostępnej tężni solankowej. Obiekt o nadanej nazwie „Maciejka” i wymiarach: długość 11 m, szerokość 1,3 m, wysokość 3,65 m został udostępniony dla korzystających 1 lipca 2020. Obiekt zbudowano na szkielecie z drewna sosnowego oraz modrzewiowego, na którym umieszczono gałęzie śliwy tarniny. Zbiornik na solankę w urządzeniu ma pojemność 7000 litrów, a woda pochodzi z Ciechocinka.

## Galeria
| - Tablica informacyjna parku - Tężnia „Maciejka” - Głaz upamiętniający otwarcie parku - Plac przed kościołem i fontanna - Głaz upamiętniający Polaków zesłanych na Syberię - Boisko do piłki nożnej i siłownia plenerowa - Plac zabaw dla dzieci - Aleja parkowa |